# شارون ماكنزي
شارون ماكنزي (بالإنجليزية: Sharon McKenzie)‏ هي متزلجة فنية أمريكية، ولدت في 16 مايو 1937.